# Музей Лембрука
Музей Вильгельма Лембрука (нем. Wilhelm-Lehmbruck-Museum, Duisburg) — художественная галерея в городе Дуйсбург (земля Северный Рейн-Вестфалия), открытая в 1924 году и специализирующаяся на творчестве скульптора Вильгельма Лембрука; с 1964 года расположена в здании — построенном Манфредом Лембруком (1913—1992), сыном Вильгельма — в городском парке имени Иммануила Канта; комплекс зданий был расширен в 1987 году и сегодня управляется фондом «Stiftung Wilhelm Lehmbruck Museum». Музейная коллекция включает в себя скульптурные, живописные и графические работы — как периода немецкого экспрессионизма, так и относящиеся к современному искусству.

## История и описание
Музей Вильгельма Лембрука ведёт свою историю от Художественного музея Дуйсбурга (Kunstmuseum Duisburg), который был основан в 1924 году по инициативе историка искусства Августа Хоффа (1892—1971) и до 1933 года развивался как все более независимое учреждение культуры. Для нового музея части коллекций Дуйсбургского краеведческого музея (Duisburger Heimatmuseum), который с 1902 года располагался в здании новой ратуши, были перенесены из помещений на улице Тонхалленштрассе. Создание художественного музея было поддержано ассоциацией «Museumsverein», основанной в 1902 году — которая, в свою очередь, возникла из Дуйсбургской комиссии по древностям (Duisburger Altertümerkommission), созданной ещё в XIX веке, в 1896 году.
Музейная ассоциация, управляющим директором которой с 1924 года являлся Хофф, занялась коллекционированием современного искусства в 1907 году; в частности, она начала создавать коллекцию скульптор Вильгельма Лембрука, который в 1881 году родился в Мейдерихе (сегодня — район Дуйсбурга). До 1926 года Хофф оставался ответственным за оба музея, в которых изначально были общие хозяйственные органы. В начале 1930-х годов ассоциация была преобразована в Художественную ассоциацию, которая в 1931 году приняла город Дуйсбург в качестве своего основного спонсора. К тому моменту на Тонхалленштрассе сформировался уже вполне самостоятельный городской художественный музей, поскольку как отдельные граждане, так и компании внесли значительный вклад в создание его коллекции. После прихода к власти в Германии национал-социалистов, в 1937 году, большое количество скульптур было потеряно в связи с активными действиями новых властей против того, что они называли «дегенеративным искусством».
После Второй мировой войны, с 1958 года, произведения современной международной скульптуры стали активно включаться в музейную коллекцию. В 1964 году музей получил новой здание: современная стеклянная галерея была построена на окраине парка Иммануила Канта — по проекту архитектора Манфреда Лембрука (1913—1992), сына скульптора Вильгельма. Через четыре года был основан фонд «Förderkreis des Wilhelm Lehmbruck Museums e. V.», а в 1983 году здание было расширено за счёт пристройки, которая открылась в 1987.
В 2000 году музейная ассоциация Дуйсбурга и фонд музея Лембрука совместно основали Музей Вильгельма Лембрука (Stiftung Wilhelm Lehmbruck Museum). В 2009 году музей сумел приобрести крупную коллекцию из наследия скульптора: 1141 работ, включая скульптуры, картины и графические произведения стали части музейного фонда. Столь масштабное приобретение стало результатом сотрудничества между семьей Лембрука, музеем, администрацией города Дуйсбург, правительством земли Северный Рейн-Вестфалия, рядом компаний, несколькими фондами современного искусства и спонсорами.
В 2012 году у музея возникли финансовые трудности — через год был составлен план по его реорганизации. В 2016 году галерея получила грант от города Дуйсбург в размере 100 000 евро, который сократил общий дефицит бюджета до 950 000 евро. Под руководством историка искусств и куратора Шёке Динклы (Söke Dinkla), являющейся также и председателем музейного фонда, галерея заняла и социально-политическую позицию, борясь с «право-популистскими и националистическими тенденциями». В частности, в 2018—2019 годах — в рамках выставки работ Йохена Герца «The Walk» — администрация демонстративно подключила группу беженцев к работе в музее.

### Коллекция
Коллекция музея состоит, в основном, из скульптур самого Вильгельма Лембрука и ряда других как немецких, так и международных художников XX века. С момента своего основания галерея смогла приобрести около 165 скульптуры Лембрука: в 2009 году к этом добавились 33 скульптуры, 18 картин, 11 пастелей, 819 рисунков и 260 гравюр. Кроме того, в музее представлена и коллекция немецкой живописи конца XIX — начала XX веков, в том числе картины Эрнста Людвига Кирхнера, Эриха Хеккеля, Карла Шмидта-Роттлаффа, Макса Пехштейна, Отто Мюллера — а также и работы Августа Макке, Алексея Явленского, Оскара Кокошки, Эмиля Нольде, Генриха Кампендонка, Кристиана Ролфса и Йоханнеаса Мольцана.
В музее представлены скульптуры наиболее значительных авторов XX и XXI веков; среди них: Александр Архипенко, Эрнст Барлах, Йозеф Бойс, Герман Блюменталь, Константин Бранкузи, Эберхард Босслет, Авраам Давид Кристиан, Сальвадор Дали, Раймонд Дюшан Виллон, Макс Эрнст, Наум Габо, Альберто Джакометти, Хулио Гонсалес, Дуэйн Хансон, Антониус Хеккельманн, Менаше Кадишман, Кете Кольвиц, Людвиг Каспер, Анри Лорен, Жак Липчиц, Эвальд Матарсе, Франс Марс Пасс, Франц Марс Лас, Александр Родченко и Ричард Серра.